# (1131) Porzia
(1131) Porzia est un astéroïde de la ceinture principale aréocroiseur, découvert le 10 septembre 1929 par l'astronome allemand Karl Wilhelm Reinmuth depuis l'observatoire du Königstuhl.
Sa désignation provisoire était 1929 RO.
Il est nommé d'après Porcie, fille de Caton et femme de Brutus.